# Herning Station
Herning Station er en dansk jernbanestation i byen Herning i Midtjylland. Den modernistiske bygning er opført 1978 efter tegninger af Ole Ejnar Bonding og Jens Nielsen. Den blev suppleret med en tilbygning i 2017, hvor der også blev etableret en ny busterminal.

## Hernings banegårdsbygninger

### 1877-1906
Hernings første jernbanestation blev taget i brug den 28. august 1877 som endestation for strækningen Skanderborg – Herning. Statsbanernes ledende arkitekt N.P.C. Holsøe tegnede bygningerne med to lave sidefløje samlet om et højere indgangs- og midterparti. En plan der også ses på strækningens andre stationer. I den ene fløj indrettedes posthuset, der blev flyttet hertil fra postmesterens gård på hjørnet af Torvet og Østergade. I lighed med så mange andre af landsbyen Hernings huse var stationens tag tækket med træspåner, der var et brandfarligt materiale i en by, der end ikke havde en brandsprøjte!

### 1906-1979
Typisk for Hernings udvikling blev den første stationsbygning allerede efter få år for lille, selvom Postvæsenet flyttede fra stationen til et nyopført posthus i 1892. Jernbanestrækningen blev forlænget til Skjern i 1881 og med strækningen til Holstebro i 1904 opstod der store pladsproblemer i forbindelse med både passager- og godstrafik.
I 1906 byggede man ovenpå den første stations fundamenter en ny bygning efter tegninger af arkitekt Heinrich Wenck, der også stod for planerne til mange andre vestjyske stationsbygninger. Bygningen i Herning var inspireret af den engelske stil med små kviste samt to store centrale kviste der rejste sig over taget. Murenes hvidkalkede blændinger, skifertag og de høje slanke skorstene er også engelske elementer.
Banegårdens indgangsparti bestod af en lang forhal med en række granitsøjler, herfra var der adgang til perron og billetsalg samt restauranter. Godstransporten fik sin egen bygning i tilknytning til banegården mod øst. I samme retning placeredes remiseområdet.

### 1979-
Hernings anden banegård fungerede i mere end 70 år indtil den trafikale udvikling krævede en omfartsvej for at aflaste bymidten for biltrafikken. DSB, Postvæsenet og Herning Kommune ønskede at samle hele den offentlige trafik på et sted – kaldet Herning Banegårdscenter. En ny pakkepostbygning på Godsbanevej blev taget i brug i 1975 som byggeriets første etape.
Efter mere end to års byggeri var Banegårdcentret klar til indvielse 28. april 1979. I en og samme bygning var der nu station, posthus, rutebilstation og rejsebureau. Adgangsforholdene skiller den gående og kørende trafik på en stor central plads foran bygningen, hvor der er plads til parkering af biler og cykler for en længere eller kortere periode. Banegårdscentret blev placeret foran og ved siden af den tidligere banegård, hvorefter Jernbanegade blev sløjfet. Senere på året, 30. november, blev så den længe ventede aflastningsgade Dronningens Boulevard taget i brug.
I 2017 afsluttedes en større ombygning af stationsbygningen og Banegårdspladsen. Den hidtidige gangbro fra stationsbygningen skråt over pladsen til bybusterminalen ved Smedegade blev revet ned. I stedet opførtes en tilbygning vinkelret på stationsbygningen, hvor der fremover er kiosk og ventesale. Til gengæld blev de hidtidige faciliteter i den eksisterende stationsbygning fjernet bortset fra en gennemgang fra tilbygningen til gangbroen over sporene. Ombygningen medførtes desuden, at rutebilstationen og bybusterminalen blev erstattet af en ny fælles busterminal på Banegårdspladsen.

## Galleri
- Busterminalen.
- Ventesal i tilbygningen.
- Gangbro fra perronerne til stationsbygningen.
- Gangbro over sporene.
- Adgang til gangbro fra syd.
- Perronerne set fra vest.
- Beplantning på den østlige del af perronerne.
- Indkørsel fra vest.